# آوا لی (خواننده)
آوا لی (فرانسوی: Awa Ly‎؛ زادهٔ ۴ ژانویهٔ ۱۹۷۷) بازیگر و خواننده سنگالی است که ساکن کشور ایتالیاست.
از فیلم‌ها یا برنامه‌های تلویزیونی که وی در آنها نقش داشته‌است می‌توان به سیاه و سفید و زندگی ما اشاره کرد.